# دیو ووتل
دیو ووتل (انگلیسی: Dave Wottle؛ زادهٔ ۷ اوت ۱۹۵۰) دونده دو نیمه‌استقامت اهل ایالات متحده آمریکا است.
از افتخارات وی میتوان به کسب مدال طلا دو ۸۰۰ متر در بازی‌های المپیک تابستانی ۱۹۷۲ اشاره کرد.